# Гелиокс (дайвинг)
Ге́лиокс (англ. Heliox, от helium — гелий и oxygen — кислород); российское название — КГС (кислородно-гелиевая смесь) — один из типов газовых смесей для подводных погружений, состоящих из гелия и кислорода. Используется в глубоководной фазе погружения. Назначение: исключить токсическое действие азота путём его полного удаления из дыхательной смеси и, тем самым, расширить пределы глубин погружений.
Состав смеси гелиокс записывается как A/B, где A отражает процент содержания кислорода, а B — содержание гелия, например, Heliox 20/80 содержит 20 % кислорода и 80 % гелия.
По причине того, что скорость звука в гелии существенно выше, чем в воздухе, голос становится более тонким и малопонятным, что приводит к комичным ситуациям при разговорах пловца и его обеспечения по связи.
Гелиоксы могут применяться на глубинах от 30 до 610 метров. Максимальная глубина погружения зависит не только от предельной допустимой глубины по смеси, но и от используемого оборудования.